# Сухе пальне

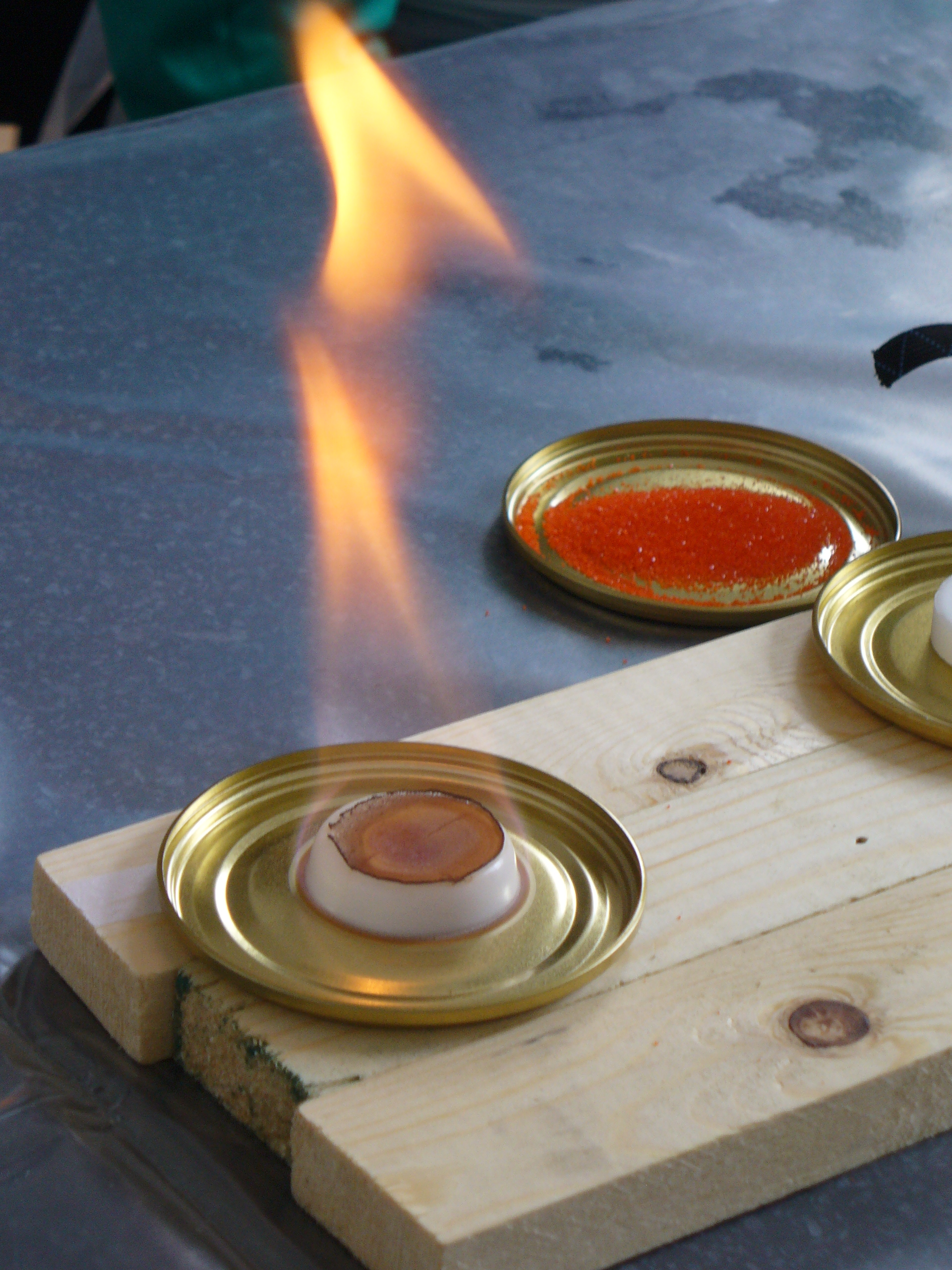
Горіння сухого палива

Сухе́ пальне́ — паливо, також відоме в побуті під назвою «сухий спирт». Насправді сухе пальне до спиртів не відноситься. Сухе пальне складається з уротропіну, спресованого з невеликою кількістю парафіну. Уротропін був отриманий в 1859 році російським хіміком-органіком Олександром Михайловичем Бутлеровим (1828—1886), який вивчав взаємодію формальдегіду з водним розчином аміаку. В результаті реакції утворилися безбарвні кристали складу (СH2)6N4. Ця речовина отримала назву гексаметилентетрамін або уротропін. Також як горюча речовина в таблетках використовуються метальдегід і сольват ацетату кальцію. Таблетки пресованого сухого пального горять безбарвним полум'ям аналогічно до спиртів, які не розтікаються під час горіння, не кіптять і не залишають золи.

## Застосування

### За призначенням
- для розігріву або приготування їжі в польових умовах туристами, військовими і рятувальними організаціями. Часто таблетки сухого пального включаються до складу армійського продовольчого пайка, найчастіше в комплекті йде металева підставка («таганок») за розміром таблетки пального для зручності застосування.

- як відносно безпечне (див. недоліки нижче) паливо для мініатюрних моделей парових машин, наприклад виробництва «Wilesco» або «Mamod».

### Не за призначенням
- як інгібітор при видаленні продуктів корозії з сталевих деталей соляною кислотою.
- застосовується деякими кустарними виробниками спиртовмісних напоїв як підсилювач ефекту алкогольного сп'яніння, що може викликати важке отруєння аж до летального результату.[джерело?]

## Переваги і недоліки
Таблетки сухого пального — просте, легке, компактне, потужне джерело тепла. При дотриманні умов зберігання мають необмежений термін придатності. У зв'язку з тим що потужність полум'я регулювати проблематично, воно частіше використовується для розігріву, ніж для готування їжі. Полум'я від горіння сухого пального є чутливе до вітру, тому може бути необхідний простий екран, наприклад, алюмінієва фольга, зігнута навколо казанку та плитки. Сухе пальне дорожче і менш поширене, ніж інші види палива на зразок етанолу або бензину. Питома теплота згоряння сухого пального близько 31,300 МДж/кг.[джерело?]

## Токсичність
Деякі продукти горіння сухого спирту або його реакцій дають токсичні речовини.
Гексаметилентетрамін в кислому середовищі дає формальдегід, який є токсичним. Також в процесі горіння можуть утворюватись формальдегід, аміак, оксиди азоту, ціанід водню, при потраплянні в шлунок може викликати нудоту, блювоту, шлунково-кишкові розлади і пошкодження нирок.
Метальдегід — один з видів сухого спирту, також токсичний. Має токсичність аналогічну ацетальдегіду. Також слід зауважити, що при потраплянні таблеток сухого спирту в шлунок, у дітей і домашніх тварин може статися прилипання таблетки до оболонки шлунка, і вона довго не розчинятиметься, що дає збільшення прихованого періоду отруєння до 15 годин, і ускладнює визначення причини отруєння.